# Sangoma

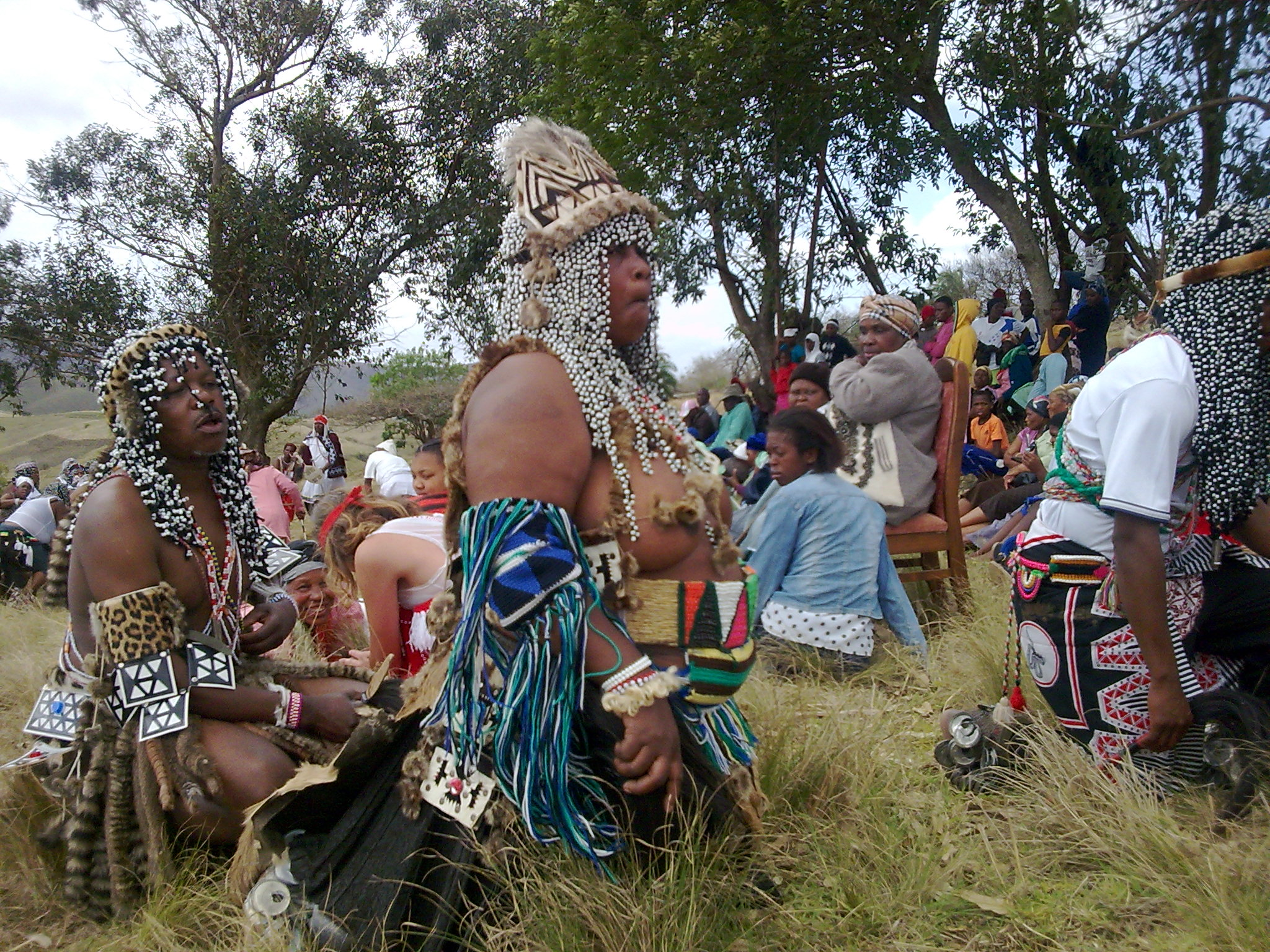
Sangoma's die elkaar begroeten

Sangoma's zijn de traditionele genezers van Zuid-Afrika. De term "sangoma" is Zoeloe, maar wordt vaak ook gebruikt voor genezers van andere gemeenschappen ook verder noordelijk in Afrika. Hun rol in de maatschappij kan vergeleken worden met die van de sjamanen van Azië of de medicijnmannen van de Amerikaanse indianen. Hun rol is zowel sociaal als politiek en sluit een veelheid aan zaken in, zoals waarzeggerij, fysieke, emotionele en spirituele genezing, het houden van rituelen ten aanzien van de dood, het vinden van verloren vee, de bescherming van krijgers, de verdediging tegen toverij, maar ook het verhalen van de geschiedenis, kosmologie en mythes van hun traditie. Onder de Nguni, Sotho/Tswana en Tsonga van Zuid-Afrika zijn er twee verschillende soorten sangoma's te onderscheiden: de waarzegger die sangoma genoemd wordt onder de Zoeloe en iqhirha onder de Xhosa, en de kruidendokter die inyanga, respectievelijk ixwele genoemd wordt. Iqhirha moet overigens niet verward worden met iqhwirha, dat zoiets als boze tovenaar of heks betekent. Dit zijn mensen die verondersteld worden het kwaad te dienen en daar hun krachten aan te ontlenen.
De kruidendokters (izinyanga of amaxwele in het meervoud) staan in hoog aanzien in Zuid-Afrika waar ziekte vaak gezien wordt als iets dat het gevolg is van zwarte magie, of onreinheid (door in aanraking komen met onreine voorwerpen of gebeurtenissen) of door het verwaarlozen van de geesten van de voorouders. Er wordt geschat dat er in het land 200.000 kruidendokters zijn tegenover 25.000 doktoren die een westerse opleiding achter de rug hebben. Ongeveer 60% van de bevolking richt zijn aandacht op deze genezers, vaak echter wel in combinatie met de reguliere geneeskunde.
Harmonie tussen de levenden en de doden wordt gezien als essentieel voor een probleemloos leven en sangoma's streven dit na door respect te tonen aan de voorouders door rituelen en het brengen van dierenoffers. Het geloof in de voorouders heeft ook politieke kanten. Voor de municipale verkiezingen van 3 augustus 2016 waarschuwde president Zuma de ANC-stemmers ervoor dat zij de wraak van hun voorouders op de hals zouden krijgen als zij het waagden voor de oppositie te stemmen. De geesten van de voorouders worden door sangoma's opgeroepen door het verbranden van planten zoals imphepho (Helichrysum petiolare), door dans, gezang en spelen op trommels. Een centrale rol in deze activiteiten speelt het begrip muti, dat vergelijkbaar is met het woord 'medicijn' zoals dat in de indiaanse traditie soms genoemd wordt. Het komt van het woord umuthi (Zu) / umthi (Xh) dat boom betekent en in zijn eenvoudigste vorm betekent het woord kruidenmedicatie, maar het kan ook een meer magische betekenis bezitten, zoals een amulet. De grenzen zijn moeilijk aan te geven. Bijvoorbeeld het vet van leeuwen wordt gezien als een krachtige muti om kinderen meer moed te verlenen.
Muti kan op verschillende manieren bereid en toegediend worden:
1. Wassen, baden (hlamba) - Kruiden worden toegevoegd aan het badwater.
2. Braken (phalaza) - Tot twee liter van een lauwe kruidendrank wordt gedronken om braken op te wekken, soms bij een rivier.
3. Stomen (futha) - Kruiden worden in water gekookt en de patiënt inhaleert de dampen onder afdekking met doek.
4. Snuiven - Kruiden worden gedroogd en vermalen gebruikt zoals snuiftabak. Niezen wordt gezien als het uitdrijven van ziekte.
5. Darmspoeling - Infusies of aftreksels van kruiden worden als klysma toegediend. Er wordt vaak aangenomen dat de kruiden zo doeltreffender zijn.
6. Insnijding - (umgaba) Kleine insnijdingen worden in de huid gemaakt en kruidenaftreksels worden daarop aangebracht.

Bij het verzamelen van de muti worden de voorouders gewoonlijk geraadpleegd en bepaalde tijden waarop het inzamelen plaatsvindt zijn gunstiger dan andere.